# Пиньейринью-ду-Вали
Пиньейринью-ду-Вали (порт. Pinheirinho do Vale) — муниципалитет в Бразилии, входит в штат Риу-Гранди-ду-Сул. Составная часть мезорегиона Северо-запад штата Риу-Гранди-ду-Сул. Входит в экономико-статистический микрорегион Фредерику-Вестфален. Население составляет 3681 человек на 2006 год. Занимает площадь 105,344 км². Плотность населения — 34,9 чел./км².

## История
Город основан 20 декабря 1992 года.

## Статистика
- Валовой внутренний продукт на 2003 составляет 42 564 560,00 реалов (данные: Бразильский институт географии и статистики).
- Валовой внутренний продукт на душу населения на 2003 составляет 10 880,51 реала (данные: Бразильский институт географии и статистики).
- Индекс развития человеческого потенциала на 2000 составляет 0,747 (данные: Программа развития ООН).